# Nemzeti Bajnokság I 1912-13
La Nemzeti Bajnokság I 1912-13 fue la 12.ª edición del Campeonato de Fútbol de Hungría. El campeón fue el Ferencvárosi TC, que conquistó su octavo título de liga (quinto consecutivo). El goleador fue Imre Schlosser del Ferencvárosi TC por quinta vez consecutiva. Se otorgaron dos puntos por victoria, uno por empate y ninguno por derrota.

## Tabla de posiciones
|    | Equipo          | PJ | PG | PE | PP | GF | GC | DG  | Pts | Notas      |
| -- | --------------- | -- | -- | -- | -- | -- | -- | --- | --- | ---------- |
| 1  | Ferencvárosi TC | 18 | 16 | 1  | 1  | 77 | 13 | +64 | 33  | Campeón    |
| 2  | MTK             | 18 | 12 | 2  | 4  | 50 | 18 | +32 | 26  |            |
| 3  | Budapesti TC    | 18 | 10 | 4  | 4  | 27 | 13 | +14 | 24  |            |
| 4  | Magyar AC       | 18 | 12 | 0  | 6  | 39 | 24 | +15 | 24  |            |
| 5  | 33 FC           | 18 | 8  | 3  | 7  | 35 | 33 | +2  | 19  |            |
| 6  | Budapesti AK    | 18 | 7  | 4  | 7  | 32 | 39 | -7  | 18  |            |
| 7  | Törekvés SE     | 18 | 5  | 4  | 9  | 25 | 45 | -20 | 14  |            |
| 8  | Újpesti TE      | 18 | 4  | 4  | 10 | 24 | 40 | -16 | 12  |            |
| 9  | Nemzeti SC      | 18 | 2  | 2  | 14 | 19 | 68 | -49 | 6   |            |
| 10 | Terézvárosi TC  | 18 | 1  | 2  | 15 | 22 | 57 | -35 | 4   | Descendido |

PJ = Partidos jugados; PG = Partidos ganados; PE = Partidos empatados; PP = Partidos perdidos; GF = Goles a favor; GC = Goles en contra; DG = Diferencia de gol; Pts = Puntos